# Colanthura daguilarensis
Colanthura daguilarensis är en kräftdjursart som beskrevs av Bamber 2000. Colanthura daguilarensis ingår i släktet Colanthura och familjen Paranthuridae. Inga underarter finns listade i Catalogue of Life.